# Le Vigilant (S618)
Pour les articles homonymes, voir Vigilant.
Le Vigilant (S618) est un sous-marin nucléaire lanceur d'engins (SNLE) de la Marine nationale française de la classe Le Triomphant.

## Présentation
Mis sur cale en janvier 1996, Le Vigilant est lancé le 19 septembre 2003 et mis en service le 26 novembre 2004. Il est basé à l'Île Longue comme les autres SNLE français.

## Caractéristiques

### Navigation
Le Vigilant  est équipé d'un Système global de navigation (SGN) créé par Sagem pour les sous-marins de type SNLE lui permettant de calculer sa position exacte.
- Déplacement : 14 335 tonnes en plongée / 12 640 tonnes en surface
- Longueur : 138 mètres
- Largeur : 12,5 mètres
- Tirant d'eau : 10,65 mètres
- Tirant d'air : 12,80 mètres (24,40 avec aériens)
- Vitesse maximale : 12 nœuds en surface et 25 en plongée[2]
- Autonomie : 70 jours (vivres)

## Propulsion
- Principale
  - Un réacteur à eau pressurisée Type K15 de 150 MW
  - Un groupe turboréducteur
  - Une pompe hélice délivrant 41 500 ch (30 500 kW)
- Secondaire
  - Un moteur électrique de secours alimenté par deux diesels-alternateurs SEMT Pielstick 8PA 4 V 200 SM x 950 cv (700 kW)

## Armement
- 16 missiles MSBS M51 dont la portée et la précision ont été améliorées par rapport aux M45 dont il était équipé à l'origine. Il est évoqué une portée de 9 000 km (contre 6 000 pour les M45) et une précision de 50 m avec têtes TN75 à la suite d'une refonte entre 2010 et 2012[3].

Son armement comprend également un panachage de 18 armes défensives Torpille DTCN F17, torpille F21 (en 2017) et des missiles antinavires Exocet SM39 à changement de milieu.

## Équipements électroniques
- Un radar Furuno (S 618, S 619) ou Racal-Decca (S 616, S 617)
- Un sonar DMUX-80 (portée annoncée de 200 km),
- Un sonar DSUV-61 B
- Un sonar DUUG-7
- Une contre-mesures : détecteur ARUR-13
- Un système de direction de combat SET (ou SYCOBS sur S 619)

## Équipage
- Deux équipages (Bleu et Rouge) de 112 hommes pour les SNLE/NG et 125 hommes pour le SNLE type M4 sont tour à tour responsables du sous-marin. Le cycle opérationnel comprend une période d'entraînement sur simulateur, une période d'entretien du bâtiment, une patrouille de neuf à dix semaines puis quelques semaines de permissions.
- 16 officiers
- 88 officiers mariniers
- 8 quartiers-maîtres et matelots

## Dans la fiction
Le SNLE Le Vigilant est le principal adversaire des forces américaines dans le roman Immersion d'urgence de Michael DiMercurio dans lequel il est capturé par un groupe terroriste algérien qui menace de lancer ses missiles sur Paris.